# Pseudoyersinia betancuriae
Pseudoyersinia betancuriae Wiemers, 1993 è un insetto mantoideo della famiglia Mantidae.

## Descrizione
La femmina ha corpo tozzo, addome largo e corto. Occhi conici e mediamente sviluppati. Ali e tegmine quasi assenti. Colorazione beige o verde screziata.

Il maschio ha corporatura esile, ali e tegmine poco sviluppate, addome lungo e sottile; la colorazione è generalmente brunastra.

## Distribuzione e habitat
La specie è endemica di Fuerteventura (Isole Canarie).